# Cmentarz żydowski w Rawiczu-Sarnowej
Cmentarz żydowski w Rawiczu-Sarnowej – kirkut urządzony już był w pierwszej połowie XVIII wieku. Ostatni pogrzeb miał miejsce w 1917 roku. Obszar kirkutu zajmował niewielki teren o powierzchni 0,092 ha i był umiejscowiony w znacznym oddaleniu od centrum Sarnowy, przy drodze gruntowej prowadzącej do Rawicza. Częściowej dewastacji uległ już przed 1939. Brak należytej opieki nad nekropolią spowodował, że macewy ulegały zniszczeniu. Po zakończeniu okupacji niemieckiej mieszkańcy Sarnowy zaczęli wybierać na terenie kirkutu piasek, po czym na miejscu cmentarza urządzono wysypisko śmieci.